# СОБТ
Специальное подразделение по борьбе с терроризмом (болг. Специализиран отряд за борба с тероризма, СОБТ) — антитеррористическое спецподразделение министерства внутренних дел Болгарии.

## История
Специальное подразделение МВД Болгарии было создано 10 декабря 1979 года (в соответствии с решением Совета министров Болгарии № 625 от 10 декабря 1979 года и приказом К-4404/10.12.1979 министра внутренних дел Болгарии Димитра Стоянова). Первоначально, спецподразделение являлось отдельным моторизованным батальоном милиции (болг. Специализиран оперативен мотомилиционерски батальон, СОМБ), который находился в подчинении Софийского городского управления МВД Болгарии.
Формирование подразделения (199 человек, командир - подполковник Нено Ганчев) было завершено 6 июня 1980 года.
В 1982 году была проведена первая операция по розыску и задержанию бежавшего пациента психиатрической больницы, вооружённого холодным оружием.
В мае 1986 года подразделение было переориентировано на антитеррористическую деятельность, выведено из состава СГУ МВД НРБ и передано в состав VI управления службы государственной безопасности, после чего получило новое наименование (болг. Специално поделение за борба с тероризма, СПБТ).
До 10 ноября 1989 года о существовании спецподразделения официально не сообщалось. В дальнейшем, отряд был возвращён в состав МВД и его наименование и функции были рассекречены. В 1991 году он получил новое наименование - СОБТ.
21 января 1991 года пассажирский Ту-154 советской авиакомпании «Аэрофлот», выполнявший рейс по маршруту Грозный - Одесса, по требованию угрожавшего взрывным устройством террориста взял курс на Стамбул. После того, как турецкие власти запретили посадку, израсходовавший топливо самолет приземлился в аэропорту города Бургас. На место выехала группа бойцов болгарского специального отряда по борьбе с терроризмом СОБТ и заместитель внутренних дел Болгарии Красимир Саманджиев. Штурмовать самолёт не потребовалось, так как после переговоров преступник (ранее судимый уголовник Г. Ю. Ган 1955 года рождения) сдался и был арестован. В свёртке у него оказалась не взрывчатка, а флакон одеколона. Сведения о наличии на борту двух сообщников не подтвердились, и захваченные в заложники 8 членов экипажа и 150 пассажиров после ужина в Бургасе и заправки самолёта были отправлены в СССР.
В следующие годы сотрудники отряда неоднократно участвовали в операциях по задержанию вооружённых и особо опасных преступников.
В декабре 2009 года отряд СОБТ был привлечён к задержанию организованной преступной группировки "Наглите" (в результате которой в нескольких городах Болгарии были одновременно арестованы свыше 25 преступников). 14 марта 2014 года сотрудники СОБТ провели операцию по задержанию вооружённого преступника в городе Лясковец, в ходе которой в результате допущенной при планировании ошибки погиб сотрудник СОБТ Емил Шарков.